# 莱斯莉·奥加姆斯

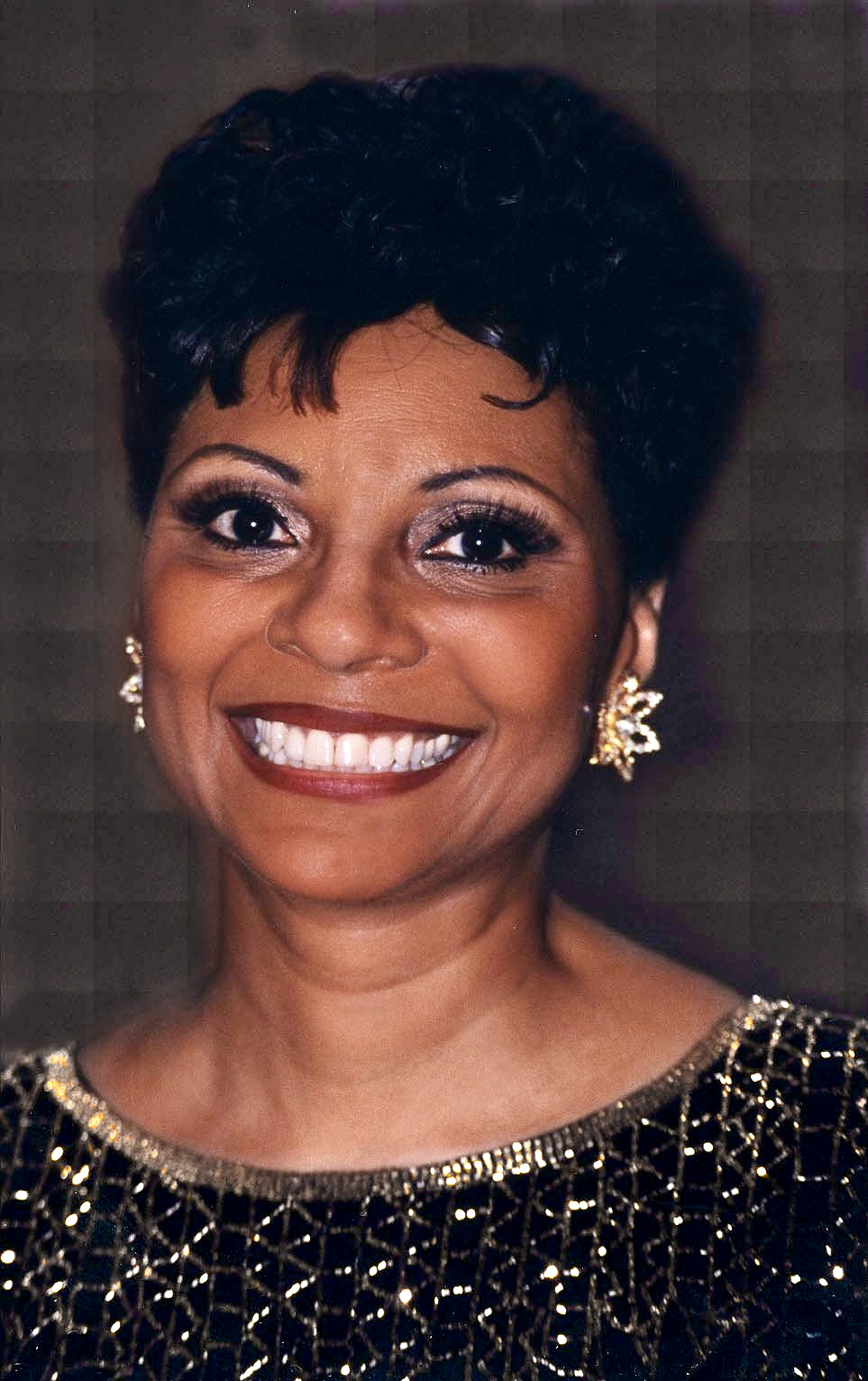
Uggams (1997)

莱斯莉·奥加姆斯（英語：Leslie Uggams，1943年5月25日—），女，美国演员、歌手。曾获得托尼奖最佳音乐剧女主角。